# ویتچورچ، شروپ‌شر
longitudeویتچورچ، شروپ‌شرlatitudeویتچورچ، شروپ‌شر
ویتچورچ، شروپ‌شر (به انگلیسی: Whitchurch, Shropshire) یک منطقهٔ مسکونی در انگلستان است که در میدلند غربی واقع شده‌است.

## خصوصیات
ویتچورچ ۸٬۹۴۴ نفر جمعیت دارد.